# Championnat d'Amérique du Nord masculin de volley-ball 1969
Navigation
Édition suivante
Le 1er championnat d'Amérique du Nord de volley-ball masculin s'est déroulé en 1969 à Mexico, Mexique. Il a mis aux prises les huit meilleures équipes continentales.

## Classement final
| Place              | Équipe     |
| ------------------ | ---------- |
| Médaille d'or      | Cuba       |
| Médaille d'argent  | Mexique    |
| Médaille de bronze | États-Unis |
| 4                  | Canada     |
| 5                  | Haïti      |
| 6                  | Porto Rico |
| 7                  | Panama     |
| 8                  | Guatemala  |